# Chico (Texas)
Pour les articles homonymes, voir Chico.
Chico est une ville située au nord-ouest du comté de Wise, au Texas, aux États-Unis,.

## Démographie
Lors du recensement de 2010, la ville comptait une population de 1 002 habitants. Elle est estimée, en 2016, à 1 091 habitants.

### Source de la traduction
- (en) Cet article est partiellement ou en totalité issu de l’article de Wikipédia en anglais intitulé « Chico, Texas » (voir la liste des auteurs).